# Poetisk realism (litteratur)

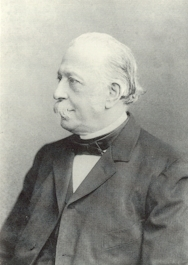
Theodor Fontane

Poetisk realism (tyska: Poetischer Realismus), även kallad borgerlig realism (Bürgerlicher Realismus), var en litterär riktning som dominerade tyskspråkig litteratur åren efter Tyska revolutionen 1848–1849 fram till någon gång på 1880-talet.
Efter den misslyckade tyska revolutionen undvek man gärna inom den borgerliga klassen de stora samhällsfrågorna. Idealismen från Vormärz och romantiken från Biedermeier skulle överges för en mer realistisk skildring av tillvaron, samtidigt som man valde bort omgivande orosmoment. I centrum för litteraturen hamnade nu individen, den enskilda människan, som alltid kom ur borgarklassen, miljön var i allmänhet begränsad till en hemtrakt och man undvek alltför eländiga och osköna sidor av tillvaron. Realismen användes här som form, men det handlade inte om någon socialrealism; beteckningen "poetisk" realism speglar att författaren gjorde konstnärliga urval i beskrivningen av tillvaron. Eventuella motsättningar mellan individ och det större samhället behandlades gärna med ironi och satir. Mot slutet av perioden tillkom mer samhällskritik, men jämfört med den efterföljande naturalismen var den modest och den behandlade inte arbetarklassens situation.
Några betydande företrädare för den poetiska realismen var Theodor Fontane, Theodor Storm, Gottfried Keller, Conrad Ferdinand Meyer, Friedrich Hebbel, Gustav Freytag, Wilhelm Raabe, Adalbert Stifter, Otto Ludwig och Jeremias Gotthelf.